# Journal of Organic Chemistry
«Журна́л органі́чної хі́мії» (англ. Journal of Organic Chemistry, скорочено англ. J. Org. Chem. або англ. JOC) — науковий журнал оригінальних фундаментальних досліджень в області органічної та біоорганічної хімії. Журнал видається Американським хімічним товариством з 1936 року і виходить двічі на місяць.
Головним редактором журналу з 2001 року є Дейл Поултер, професор університету Юти.
Коефіцієнт впливовості журналу в 2013 році склав 4,638.